# ComicsViewer
ComicsViewer是一款由马健开发的专门浏览电子版漫画的免费图像浏览器，适用于Microsoft Windows操作系统。ComicsViewer支持常见的图像格式，2.09版本后也可直接读取压缩包中内容。与ACDSee等商业软件不同的是，该浏览器专注於电子版漫画阅览。该软件存在一些诸如色调调整、单键浏览的便利功能。